# Safidia isabella
Safidia isabella là một loài bướm đêm trong họ Noctuidae.